# Шиян Богдан Михайлович
Богдан Михайлович Шиян (24 червня 1934, с. Поршна, Пустомитівського району, Львівської області, Україна — 30 вересня 2012) — доктор педагогічних наук (1997), професор фізичного виховання, заслужений працівник фізичної культури і спорту України (1997). Завідувач кафедри теоретичних основ і методики фізичного виховання Тернопільського державного педагогічного університету імені Володимира Гнатюка. Академік Української академії наук (2004).

## Життєпис

### Навчання
Народився 24 червня 1934 року у с. Поршна, Пустомитівського району, Львівської області у сільській багатодітній сім'ї. Дитинство провів у с. Гошів Долинського району Львівської області.
У 1944—1951 — навчався у Болехівській середній школі. Три роки працював учителем фізичної культури та завідувачем клубу в с. Гошів.
У 1954—1958 — навчався у Львівському державному інституті фізичної культури.

### Робота
Після закінчення — направлений викладачем гімнастики факультету фізичного виховання Дрогобицького педагогічного інституту (нині — Дрогобицький державний педагогічний університет імені Івана Франка). Через рік його перевели у Кременецький педагогічний інститут (нині — Кременецька обласна гуманітарно-педагогічна академія імені Тараса Шевченка), а у 1969 р. — у Тернопіль, де в тому ж році призначили на посаду декана факультету фізичного виховання.
Із 1992 року працював на факультеті фізичного виховання Тернопільського національного педагогічного університету імені Володимира Гнатюка, тривалий час очолював кафедру теоретичних основ і методики фізичного виховання.
Із 3 листопада 2011 року до 30 вересня 2012 року був почесним доктором Львівського державного університету фізичної культури.

## Відзнаки
- заслужений працівник фізичної культури і спорту
- відмінник освіти
- Медаль А. С. Макаренка

## Наукова діяльність
У 1970 р. захистив дисертацію і здобув вчений ступінь кандидата біологічних наук, а у 1974 р. йому присуджено вчене звання доцента. У 1973—1977 рр. — керував кафедрою теорії і методики фізичної культури, а з лютого 1977 до вересня 1988 р. працював деканом факультету.
Із 1997 року — доктор педагогічних наук. Звання професора здобув у 1992, а з 2004 року — академік Української академії наук.
Був членом спеціалізованих вчених рад із захисту дисертацій Львівського державного університету фізичної культури, Волинського державного університету імені Лесі Українки, Тернопільського державного педагогічного університету імені Володимира Гнатюка, експертом ВАК України (2004), членом науково-методичної комісії Міністерства сім'ї, молоді та спорту (із 2003), членом редакційної колегії науково-методичного журналу «Фізичне виховання в школі» (Київ) та редакційної колегії наукових видань «Молода спортивна наука України», «Фізична активність, здоров'я і спорт» (м. Львів, ЛДУФК).
Основні напрямки науково-педагогічної діяльності — досліджень з фізичного виховання школярів, підготовка педагогічних кадрів для сфери фізичного виховання.
Автор понад 150 наукових праць, серед яких 4 монографії, 7 навчальних посібників з теорії і методики фізичного виховання, зокрема навчального підручника «Теорія і методика фізичного виховання школярів» у 2-х томах (2001).

### Праці

#### 1984
- Шиян Б. М. Рекомендации по совершенствованию профессионально-педагогической направленности преподавания спортивно-педагогических дисциплин на факультетах физического воспитания / Б. М. Шиян, А. И. Гурфинкель. — Тернополь, 1984. — 59 с.
- Шиян Б. М. Методи контролю і оцінки фізичного розвитку та фізичної підготовленості школярів: метод. рек. на допомогу вчителям фіз. культури / Б. М. Шиян, В. Б. Шпитальний, М. П. Предун. — Т: ДПІ, 1984. — 26 с.

#### 1989
- Минаев Б. Н. Основы методики физического воспитания школьников: учеб. пособие для студ. пед. спец. высш. учеб. заведений / Б. Н. Минаев, Б. М. Шиян. — М: Просвещение, 1989. — 222 с.

#### 1993
- Шиян Б. М. Методика фізичного виховання школярів: практикум / Б. М. Шиян. — Л. : Світ, 1993. — 184 с.

#### 1996
- Шиян Б. М. Методика фізичного виховання школярів / Б. М. Шиян. — Л. : ЛОНМІО, 1996. — 232 с.

#### 1997
- Шиян Б. М. Що потрібно для формування національної системи фізичного виховання школярів / Б. М. Шиян // Фізичне виховання в школі. — 1997. − № 2. — С. 3–6.
- Шиян Б. М. Передумови і перспективи формування національної системи фізичного виховання школярів / Б. М. Шиян, В. Г. Папуша, М. О. Третьяков // Оптимізація процесу фіз. виховання в системі освіти: матер. Всеукр. наук.-практ. конф. — К. ; Т., 1997. — С. 62–70.

#### 1998
- Шиян Б. М. Система експрес-оцінки фізичного стану та диференційовані програми оздоровчого спрямування для студентської молоді / Б. М. Шиян // Фізична культура, спорт та здоров´я нації: зб. наук. пр. ІІІ Міжнар. наук.-практ. конф. — К. ; Вінниця, 1998. — С. 122—125.

#### 1999
- Шиян Б. М. Дослідження стану психомоторних здібностей до керування часом та їх розвиток у першокласників на уроках фізичної культури / Б. М. Шиян, І. О. Омельяненко // Концепція розвитку галузі фізичного виховання і спорту в Україні: зб. наук. пр. РЕГІ. — Рівне, 1999. — С. 321—326.
- Шиян Б. М. Розвиток психомоторних здібностей першокласників на уроках фізичної культури шляхом удосконалення складових їх механізмів / Б. М. Шиян, І. О. Омельяненко // Фізичне виховання, спорт і культура здоров'я у сучасному суспільстві: зб. наук. пр. Волин. держ. ун-ту ім. Лесі Українки. — Луцьк, 1999. — С. 553—558.

#### 2000
- Шиян Б. Ознаки сучасності та тенденції прогресу у фізичному вихованні школярів / Богдан Шиян // Наукові записки Терноп. держ. пед. ун-ту імені Василя Гнатюка. Серія: Педагогіка. — Т., 2000. − № 7. — С. 38–40.
- Шиян Б. Правове та програмно-нормативне забезпечення системи фізичного виховання школярів: досягнення і невдачі / Богдан Шиян // Актуальні проблеми підготовки спеціалістів в галузі фізичної культури і спорту: тези доп. Всеукр.наук.-практ. конф. — Івано-Франківськ, 2000. — С. 116.
- Шиян Б. Розвиток здібностей до керування м'язовими зусиллями у першокласників на уроках фізичної культури / Б. Шиян, І. Омельяненко // Олімпійський спорт і спорт для всіх: проблеми здоров'я, рекреації, спорт. медицини та реабілітації: тези доп.IV Міжнар. наук. конгр. — К., 2000. — С. 451.
- Шиян Б. Стосунки між учителем і учнями в процесі фізичного виховання / Богдан Шиян // Фізичне виховання в школі. — 2000. − № 2. — С. 45–47.

#### 2001
- Шиян Б. М. Концепція підготовки магістрів у фізкультурних навчальних закладах / Б. М. Шиян // Кінезіологія в системі культури: матеріали наук. конф. — Івано-Франківськ, 2001. — С. 14–15.
- Шиян Б. М. Підготовка вчителя фізичної культури третього тисячоліття / Б. М. Шиян // Концепція розвитку галузі фіз. виховання і спорту в Україні: зб. наук. пр. — Рівне, 2001. — С. 371—374.
- Шиян Б. М. Теорія і методика фізичного виховання школярів: [підр. для ВНЗ фіз. виховання і спорту]: у 2-х ч. — Т., 2001. — Ч. 1. — 272 с. ; Ч. 2. — 248 с.

#### 2003
Шиян Б. Розвиток туристської діяльності в Радянській Україні / Б. Шиян, Г. Гуменюк // Концепція розвитку галузі фіз. виховання і спорту в Україні: зб. наук. пр. — Рівне, 2003. — Вип. 3, ч. І. — С. 113—118.

#### 2004
- Шиян Б. М. Теорія і методика фізичного виховання школярів: [підр. для ВНЗ фіз. виховання і спорту]: у 2-х ч. — Т., 2004. − Ч.1. — 272 с.
- Шиян Б. М. Теорія і методика фізичного виховання школярів: [підр. для ВНЗ фіз. виховання і спорту]: у 2-х ч. — Т., 2004. − Ч.2. — 248 с.
- Шиян Б. Теоретико-методичні засади фізичного виховання молоді Галичини кінця ХІХ-початку ХХ ст. (до 1939 року) / Богдан Шиян, Ярослав Боднар //
- Фізичне виховання в школі. — 2004. — № 3. — С. 51–54.
- Шиян Б. М. Шкільний травматизм: причини та шляхи профілактики / Б. М. Шиян, І. Я. Грубар // Актуальні проблеми розвитку фізичного виховання в навчальних закладах: матеріали наук. конф. — Чернівці, 2004. — С. 68–74.
- Шиян Б. Інстанція відповідальності — складова виховання відподальності старшокласників за свій фізичний стан / Богдан Шиян, Оксана Зварищук // Актуальні проблеми розвитку руху «Спорт для всіх» у контексті європейської інтеграції України: матеріали міжнар. наук.-практ. конф. — Т., 2004. — С. 209—212.
- Шиян Б. Комплексна система навчально-тренувальних завдань у фізичному вихованні підлітків загальноосвітньої школи / Богдан Шиян, Леонід Мосійчук // Наукові записки Терноп. держ. пед. ун-ту імені Василя Гнатюка. — Т., 2004. − № 4. — С. 24–35.
- Зварищук О. М. Виховання відповідальності старшокласників за свій фізичний стан / О. М. Зварищук, Б. М. Шиян // Теорія і практика фізичного виховання. — 2004. − № 1. — С. 5–15.

#### 2005
- Шиян Б. М. Виховання відповідальності старшокласників за свій фізичний стан / Б. М. Шиян, О. М. Зварищук // Фізичне виховання в школі. — 2005. − № 1. — С. 41–47.
- Шиян Б. М. Методика викладання спортивно-педагогічних дисциплін у вищих навчальних закладах фізичного виховання і спорту: навч. посіб. / Б. М. Шиян, В. Г. Папуша. — Х. : ОВС, 2005. — 208 с.

#### 2006
- Шиян Б. Система підготовки майбутніх учителів до реалізації міжпредметних зв'язків у процесі фізичного виховання молодших школярів / Б. Шиян, О. Кругляк // Теорія та методика фізичного виховання. — 2006. − № 2. — С. 2–5.
- Шиян Б. Характеристика ставлення школярів до уроків фізичної культури та різних розділів навчальної програми / Богдан Шиян, Галина Максимів // Вісник Прикарпатського держ. ун-ту. Серія: Фізична культура. — Івано-Франківськ, 2006. — Вип. 2. — С. 85–104.

#### 2008
- Шиян Б. М. Теорія і методика наукових педагогічних досліджень у фізичному вихованні та спорті: [навч. посіб.] / Шиян Б. М.,

Вацеба О. М. — Т. : Навчальна книга-Богдан, 2008. — 276 с. — ISBN 978-966-10-0381-0.

## Захоплення
Народний фольклор